# Sintesi malonica
La sintesi malonica è un tipo di sintesi utilizzato in chimica organica per preparare derivati mono- e di-sostituiti dell'acido acetico.
Si basa sulla possibilità di usare l'anione (detto estere sodio-malonico, stabilizzato per risonanza) ottenuto per azione di una base forte (etossido di sodio nell'esempio) sul malonato di etile come nucleofilo in una reazione di sostituzione.

## Meccanismo
Si può studiare la reazione per stadi:
- l'estere sodio-malonico subisce l'alchilazione:

- Il prodotto ottenuto ha ancora un idrogeno acido, per cui può subire anche una seconda alchilazione:

- Per riscaldamento e in ambiente basico da entrambi gli esteri è possibile ottenere l'acido malonico alchilato che per decarbossilazione può infine fornire un acido acetico alchilato (cioè in cui uno o due idrogeni è sostituito da un gruppo alchilico):

- partendo da un diestere alchilico monosostituito avremo un acido carbossilico alchilico monosostituito.

- partendo da un diestere alchilico disostituito avremo un acido carbossilico alchilico disostituito.